# باسک

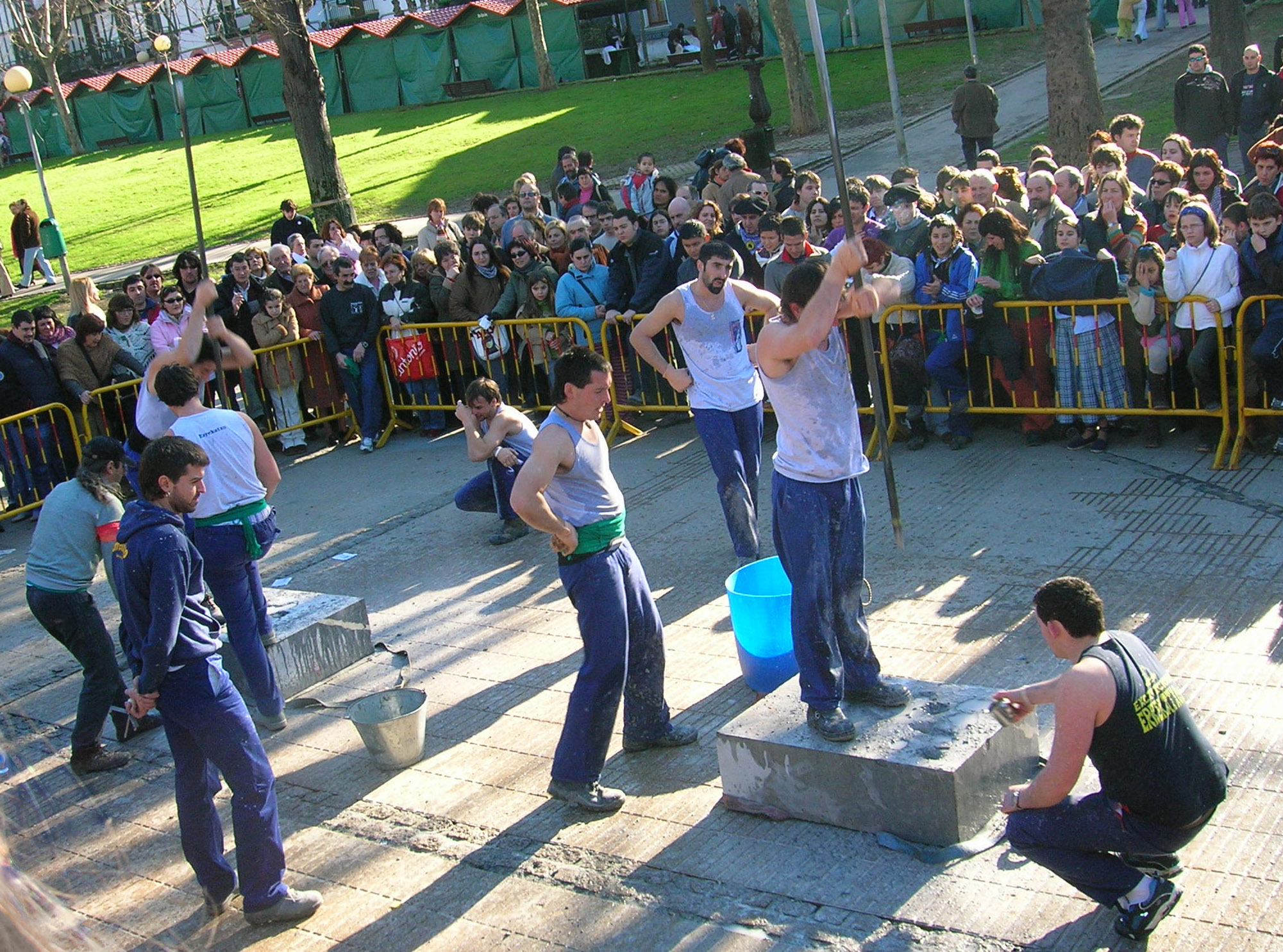
مردم باسک

باسْک‌ها (به اسپانیایی: Vasco) (به باسکی: Euskal) یک گروه قومی هستند که عمدتاً در شمال شرق اسپانیا و جنوب غرب فرانسه زندگی می‌کنند. باسکی‌ها بومی سرزمین باسک (منطقه بزرگ‌تر) هستند و از گذشته در آنجا زندگی کرده‌اند. سرزمین باسک در باختر پیرنه و در سواحل خلیج بیسکای قرار دارد.

## واژه‌شناسی
واژه باسک از زبان فرانسه می‌آید و به قبیله باستانی واسکو اشاره دارد.

## تاریخچه
از آنجایی که باسکی هندواروپایی نیست گمان می‌رود این مردمان یا فرهنگ پیش از هندواروپایی‌ها توانسته باشد اروپا را اشغال کند.